# Courbeveille
Courbeveille – miejscowość i gmina we Francji, w regionie Kraj Loary, w departamencie Mayenne.
Według danych na rok 1990 gminę zamieszkiwało 487 osób, a gęstość zaludnienia wynosiła 27 osób/km² (wśród 1504 gmin Kraju Loary Courbeveille plasuje się na 849. miejscu pod względem liczby ludności, natomiast pod względem powierzchni na miejscu 641.).